# Ținutul Greceni
Ținutul Greceni a fost o unitate administrativ-teritoriale a Principatului Moldova, amplasat în partea sud-estică a țării din stânga Prutului, fiind extras din cadrul ținutului Fălciu. Ținutul Greceni a fost atestat în anul 1758, când domnul Scarlat Vodă Ghica ordonă ușurgiilor ținutali să nu perceapă dijma plătită de tătarii pentru locul ocupat pe moșia episcopiei Hușilor.
Centrul administrativ al ținutului se afla în târgușorul Greceni, unde era sediul căpeteniilor care supravegheau hotarul Moldovei cu tătarii din Bugeac. Astfel, în 1778, este menționat „Ioniță Gafencu biv căpitanu de Greceni”.
În anul 1812 ținutul Greceni este anexat Imperiului Rus.

## Stemă

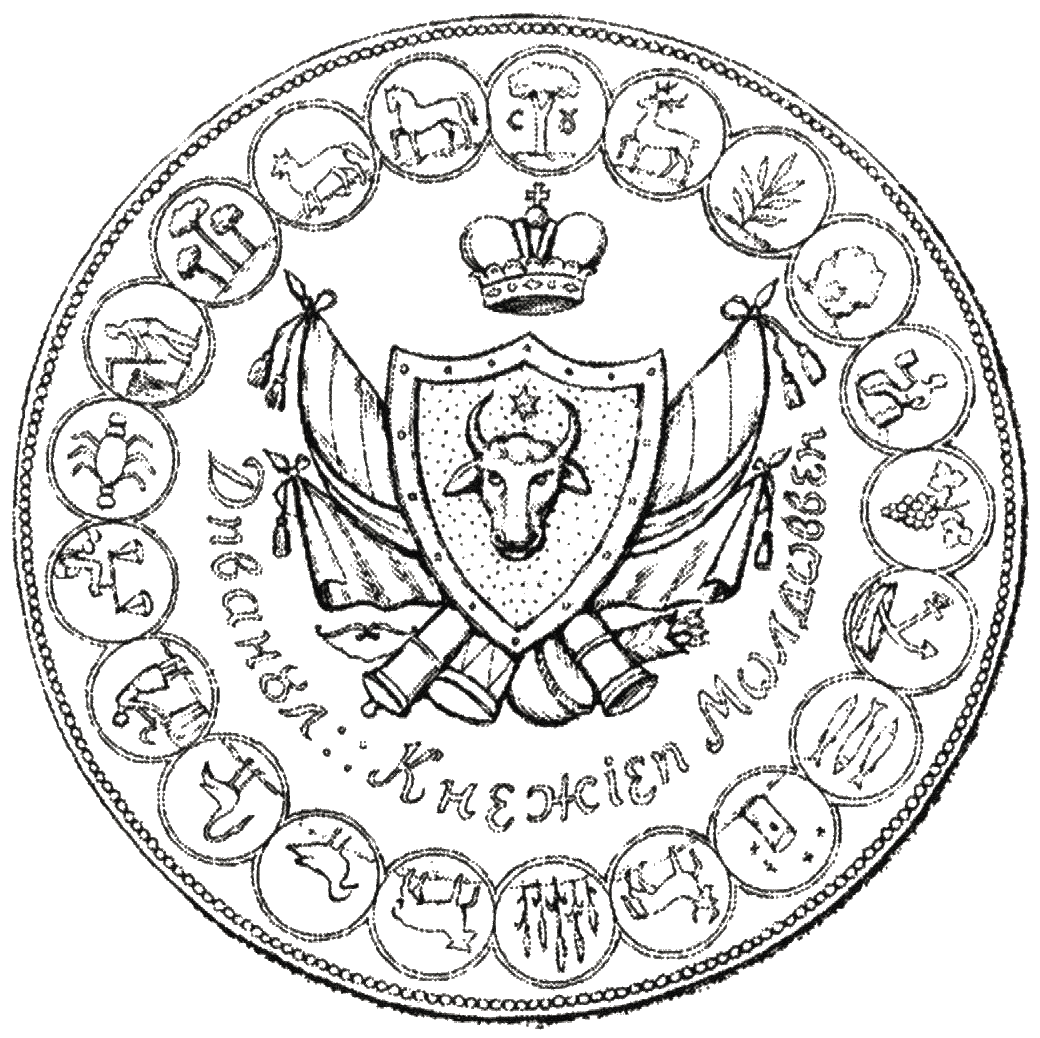
Sigiliul Divanului Cnejiei Moldovei cu stema Țării Moldovei înconjurată de 21 de medalioane cu stemele ținutale

Sigiliul Divanului Cnejiei Moldovei (cca. 1806 - 1812) - cea mai veche imagine cunoscută care a conservat simbolurile ținutale - conține stema ținutului Greceni reprezentată de un medalion cu cinci spice de grâu (sau trestii) pe o terasă.

## Localități
După Condica liuzilor de la 1803 în ținutul Greceni sunt atestate următoarele localități:

Vadul (70 gospodării), a lui Grigoraș Costachi; Manta (58 gospodării) și Paicul (35 gospodării), ale lui Gheorghe Costachi; târgul Greceni (129 gospodării) și Pelinei (74 gospodării), ale lui Ioniță Cantacuzino vistiernic; Cârhana (59 gospodării), a lui Vasile Ruset paharnic; Frumoasa (95 gospodării), a mănăstirii Putna; Zârnești (83 gospodării), a mănăstirii Bârnova; Larga (47 gospodării), a lui Constantin Sturza paharnic; Baurci (27 gospodării) și Gotești (58 gospodării) ale lui Ștefan Bosii jitnicer.
La recensământul din 1817 în ținutul Greceni locuiau 2039 de familii sau 10195 de locuitori (țărani, mazili, ruptași, duhovnici etc.), dintre care, ca și în întreaga provincie Basarabia, majoritatea o constituiau românii moldoveni.
În 1817 ținutul Greceni cuprinde două ocoale:
- ocolul Prutului, cu satele: Larga, Paicul, Zărnești, Frumoasa, Roșul, Pelinei Moldoveni, Pelinei Bulgari, Manta, Vadul Lui Isac, Gotești, Ciobalaccia, Tartaul, Baurci Moldoveni, Țiganca, Chișla de lângă Țiganca, Burlacu, Greceni, Vlădești.
- ocolul Cahulului, cu satele: Cajdacaglia Bejenari, Cârba-oglu, Musaitu, Ciomai, Aluatul, Acbuta, Hagichioi, Giagâlpaia, Tartaul Bejenari, Taraclia, Baimaclia, Borciacul, Ciucur-mișe, Chioselia Mare, Chioselia Mică, Câiet, Cocitamgalia Mare, Tatar Baurci, Cazaclia, Luțești, Ciobalaccia Tatar.